# 37. Touloni Ifjúsági Torna
A 2009-es Touloni Ifjúsági Torna a 37. kiírása a Touloni Ifjúsági Tornának, melyet 2009. június 3. és június 12. között rendeztek meg.

## Résztvevők
| - Argentína - Chile - Egyesült Arab Emírségek - Egyiptom | - Franciaország (házigazda) - Hollandia - Katar - Portugália |

## Helyszínek
A mérkőzéseket az alábbi régiókban fogják megrendezni:
- Aubagne
- Bormes
- La Seyne
- Saint-Cyr-sur-Mer
- Toulon

## Játékvezetők
| Afrika - Ghead Zaglol Grisha Ázsia - Bandzsar al-Dosszári - Abdulla Mohammed | Európa - Damien Ledentu - Carlos Xistra - Jérôme Laperrière - Halis Özkahya |

## Eredmények
Minden időpont helyi idő szerinti. (CEST)

### Csoportkör

#### A csoport
| Csapat                  | M | Gy | D | V | Rg | Kg | Gk | P |
| ----------------------- | - | -- | - | - | -- | -- | -- | - |
| Argentína               | 3 | 2  | 1 | 0 | 8  | 3  | +5 | 7 |
| Hollandia               | 3 | 1  | 1 | 1 | 2  | 5  | –3 | 4 |
| Egyesült Arab Emírségek | 3 | 1  | 1 | 1 | 2  | 2  | 0  | 4 |
| Egyiptom                | 3 | 0  | 1 | 2 | 3  | 5  | –2 | 1 |

| 2009. június 3. 18:30 (CEST) | Egyiptom | 0 – 1                 | Egyesült Arab Emírségek | Stade Mayol, Toulon Játékvezető: Ledentu (francia) |
| 2009. június 3. 18:30 (CEST) |          | (0 – 1) (Jegyzőkönyv) | Abdalla 8'              | Stade Mayol, Toulon Játékvezető: Ledentu (francia) |

| 2009. június 3. 20:45 (CEST) | Argentína                                                  | 4 – 0                 | Hollandia | Stade Mayol, Toulon Játékvezető: Laperrière (svájci) |
| 2009. június 3. 20:45 (CEST) | Jara 7' Perotti 47' Banega 65' (11-esből) Buonanotte 80+1' | (1 – 0) (Jegyzőkönyv) |           | Stade Mayol, Toulon Játékvezető: Laperrière (svájci) |

| 2009. június 5. 18:30 (CEST) | Hollandia           | 1 – 0                 | Egyesült Arab Emírségek | Stade Marquet, La Seyne Játékvezető: Xistra (portugál) |
| 2009. június 5. 18:30 (CEST) | van Wolfswinkel 36' | (1 – 0) (Jegyzőkönyv) |                         | Stade Marquet, La Seyne Játékvezető: Xistra (portugál) |

| 2009. június 5. 20:45 (CEST) | Argentína                                      | 3 – 2                 | Egyiptom                            | Stade Marquet, La Seyne Játékvezető: al-Dosszári (katari) |
| 2009. június 5. 20:45 (CEST) | Banega 39' (11-esből) Gómez 52' Buonanotte 71' | (1 – 1) (Jegyzőkönyv) | M. Mohamed 36' Rásád 58' (11-esből) | Stade Marquet, La Seyne Játékvezető: al-Dosszári (katari) |

| 2009. június 7. 19:00 (CEST) | Egyesült Arab Emírségek       | 1 – 1                 | Argentína      | Stade Saulnier, Saint-Cyr-sur-Mer Játékvezető: Özkahya (török) |
| 2009. június 7. 19:00 (CEST) | Al-Menhali 44' Albalooshi 73′ | (0 – 0) (Jegyzőkönyv) | Trecarichi 54' | Stade Saulnier, Saint-Cyr-sur-Mer Játékvezető: Özkahya (török) |

| 2009. június 7. 19:00 (CEST) | Egyiptom  | 1 – 1                 | Hollandia   | Stade H. Delon, Bormes Játékvezető: Ledentu (francia) |
| 2009. június 7. 19:00 (CEST) | Selim 12' | (1 – 0) (Jegyzőkönyv) | Deekman 68' | Stade H. Delon, Bormes Játékvezető: Ledentu (francia) |

#### B csoport
| Csapat        | M | Gy | D | V | Rg | Kg | Gk  | P |
| ------------- | - | -- | - | - | -- | -- | --- | - |
| Chile         | 3 | 3  | 0 | 0 | 5  | 0  | +5  | 9 |
| Franciaország | 3 | 2  | 0 | 1 | 2  | 1  | +1  | 6 |
| Portugália    | 3 | 1  | 0 | 2 | 6  | 2  | +4  | 3 |
| Katar         | 3 | 0  | 0 | 3 | 0  | 10 | –10 | 0 |

| 2009. június 4. 18:00 (CEST) | Portugália | 0 – 1                 | Chile        | Stade Mayol, Toulon Játékvezető: Özkahya (török) |
| 2009. június 4. 18:00 (CEST) |            | (0 – 0) (Jegyzőkönyv) | Martínez 79' | Stade Mayol, Toulon Játékvezető: Özkahya (török) |

| 2009. június 4. 20:45 (CEST) | Franciaország | 1 – 0                 | Katar | Stade Mayol, Toulon Játékvezető: Grisha (egyiptomi) |
| 2009. június 4. 20:45 (CEST) | Sako 80+2'    | (0 – 0) (Jegyzőkönyv) |       | Stade Mayol, Toulon Játékvezető: Grisha (egyiptomi) |

| 2009. június 6. 18:30 (CEST) | Franciaország | 1 – 0                 | Portugália | Stade Mayol, Toulon Játékvezető: Laperrière (svájci) |
| 2009. június 6. 18:30 (CEST) | Sankharé 27'  | (1 – 0) (Jegyzőkönyv) |            | Stade Mayol, Toulon Játékvezető: Laperrière (svájci) |

| 2009. június 6. 20:45 (CEST) | Katar | 0 – 3                 | Chile                       | Stade Mayol, Toulon Játékvezető: Mohammed (Egyesült arab emírségekbeli) |
| 2009. június 6. 20:45 (CEST) |       | (0 – 1) (Jegyzőkönyv) | Vargas 22' 65' Martínez 68' | Stade Mayol, Toulon Játékvezető: Mohammed (Egyesült arab emírségekbeli) |

| 2009. június 8. 19:00 (CEST) | Portugália                                        | 6 – 0                 | Katar | Stade Saulnier, Saint-Cyr-sur-Mer Játékvezető: Mohammed (Egyesült arab emírségekbeli) |
| 2009. június 8. 19:00 (CEST) | Coentrão 18' 24' 36' Yazalde 30' 62' Oliveira 31' | (5 – 0) (Jegyzőkönyv) |       | Stade Saulnier, Saint-Cyr-sur-Mer Játékvezető: Mohammed (Egyesült arab emírségekbeli) |

| 2009. június 8. 19:00 (CEST) | Chile          | 1 – 0                 | Franciaország | Stade De Lattre, Aubagne Játékvezető: Grisha (egyiptomi) |
| 2009. június 8. 19:00 (CEST) | Martínez 80+1' | (0 – 0) (Jegyzőkönyv) |               | Stade De Lattre, Aubagne Játékvezető: Grisha (egyiptomi) |

### Egyenes kieséses szakasz
|  |                     |               |               |                     |   |       |       |       |
|  | Elődöntők           | Elődöntők     | Elődöntők     |                     |   | Döntő | Döntő | Döntő |
|  | Elődöntők           | Elődöntők     | Elődöntők     |                     |   | Döntő | Döntő | Döntő |
|  | június 10. – Toulon |               |               |                     |   |       |       |       |
|  |                     |               |               |                     |   |       |       |       |
|  | Chile               | Chile         | 1 (5)         |                     |   |       |       |       |
|  | Chile               | Chile         | 1 (5)         | június 12. – Toulon |   |       |       |       |
|  | Hollandia           | Hollandia     | 1 (4)         |                     |   |       |       |       |
|  | Hollandia           | Hollandia     | 1 (4)         |                     |   | Chile | Chile | 1     |
|  | június 10. – Toulon |               |               |                     |   | Chile | Chile | 1     |
|  |                     |               | Franciaország | Franciaország       | 0 |       |       |       |
|  | Argentína           | Argentína     | Franciaország | Franciaország       | 0 | 1 (1) |       |       |
|  | Argentína           | Argentína     |               |                     |   |       |       |       |
|  | Franciaország       | Franciaország | 1 (3)         |                     |   |       |       |       |
|  | Franciaország       | Franciaország | 1 (3)         | Bronzmérkőzés       |   |       |       |       |
|  |                     |               |               |                     |   |       |       |       |
|  | június 12. – Toulon |               |               |                     |   |       |       |       |
|  |                     |               |               |                     |   |       |       |       |
|  | Hollandia           | Hollandia     | 0             |                     |   |       |       |       |
|  | Hollandia           | Hollandia     | 0             |                     |   |       |       |       |
|  | Argentína           | Argentína     | 1             |                     |   |       |       |       |
|  | Argentína           | Argentína     | 1             |                     |   |       |       |       |

#### Elődöntők
| 2009. június 10. 18:00 (CEST) | Chile                        | 1 – 1                 | Hollandia           | Stade Mayol, Toulon Játékvezető: Xistra (portugál) |
| 2009. június 10. 18:00 (CEST) | Vargas 20' Caroca 12′, 80+2′ | (1 – 1) (Jegyzőkönyv) | van Wolfswinkel 10' | Stade Mayol, Toulon Játékvezető: Xistra (portugál) |

|                                     |       | 11-esekkel                                       |  |
| Martínez Medel Vargas Pavez Barrera | 5 – 4 | Deekman Ter Horst Janmaat Roorda van Wolfswinkel |  |

| 2009. június 10. 20:00 (CEST) | Argentína                        | 1 – 1                 | Franciaország  | Stade Mayol, Toulon Játékvezető: Özkahya (török) |
| 2009. június 10. 20:00 (CEST) | Buonanotte 10' Gallucci 19′, 53′ | (1 – 1) (Jegyzőkönyv) | Kembo Ekoko 5' | Stade Mayol, Toulon Játékvezető: Özkahya (török) |

|                             |       | 11-esekkel               |  |
| Perotti Banega Pezzela Jara | 1 – 3 | Sertic Capoue N'Gog Sako |  |

#### 3. helyért
| 2009. június 12. 18:00 (CEST) | Hollandia       | 0 – 1                 | Argentína                  | Stade Mayol, Toulon Játékvezető: Ledentu (francia) |
| 2009. június 12. 18:00 (CEST) | Roorda 28′, 31′ | (0 – 0) (Jegyzőkönyv) | Buonanotte 79' Cardozo 29′ | Stade Mayol, Toulon Játékvezető: Ledentu (francia) |

#### Döntő
| 2009. június 12. 20:30 (CEST) | Chile        | 1 – 0                 | Franciaország | Stade Mayol, Toulon Játékvezető: Laperrière (svájci) |
| 2009. június 12. 20:30 (CEST) | Martínez 73' | (0 – 0) (Jegyzőkönyv) |               | Stade Mayol, Toulon Játékvezető: Laperrière (svájci) |

| 37. Touloni Ifjúsági Torna bajnoka: |
| ----------------------------------- |
| CHILE 1. cím                        |

## Gólszerzők
| 4 gólos - Diego Buonanotte - Gerson Martínez 3 gólos - Eduardo Vargas - Fábio Coentrão 2 gólos - Éver Banega - Ricky van Wolfswinkel - Yazalde Gomes Pinto 1 gólos - Alejandro Gómez - Franco Jara - Diego Perotti - Lucas Trecarichi | 1 gólos (folyt.) - Mohamed Fawzi Abdalla - Sultan Al-Menhali - Marzouk Mohamed - Iszlám Rásád - Moustafa Selim - Jirès Kembo Ekoko - Bakary Sako - Younousse Sankharé - Donovan Deekman - Stanislas Oliveira |

## Külső hivatkozások
- A Touloni Ifjúsági Torna hivatalos honlapja (franciául)
- Eredmények az rsssf.com-on (angolul)
- Eredmények a footiemag.de-n (angolul)